# Laivasaaret (ö i Päijänne-Tavastland)
Laivasaaret är en ö i Finland. Den ligger i sjön Konnivesi och i kommunerna Heinola och Itis i den ekonomiska regionen  Lahtis ekonomiska region  och landskapet Päijänne-Tavastland, i den södra delen av landet, 130 km nordost om huvudstaden Helsingfors. Öns area är 0,6 hektar och dess största längd är 160 meter i nord-sydlig riktning.